# Polychronion
Le Polychronion (du grec : Πολυχρόνιον, nombreuses années, c'est-à-dire : longue vie ; Slavon d'église : многая лѣта, transcription mnogaya lyeta) est un éloge solennel célébré dans les Églises d'Orient — Églises orthodoxes et Églises catholiques de rite byzantin.
Le Polychronion est célébré pour les autorités séculières. Les monarques orthodoxes sont cités par leur nom ; les chefs d'État non orthodoxes sont mentionnés par leur titre ; les autorités religieuses :patriarche et évêque diocésain ; personnes méritant une mention particulière ; et toute la communauté des fidèles.

## Formes de la célébration
Dans l'usage slave, il y a deux formes de célébration :
- la forme la plus solennelle a lieu à la fin de la Divine Liturgie. Le diacre (ou le prêtre) récite les noms des personnes honorées et le chœur répond par Εις πολλά έτη, Eis polla etē, « Longue vie ! » prononcé trois fois. Ce rite est utilisé aussi pour honorer certaines personnes particulières lors de jours tels que l'anniversaire de leur baptême, leur fête ou l'anniversaire de l'ordination pour les religieux ;

- dans les formes moins solennelles, le chœur seul chante la commémoration, terminant par : “…que le Seigneur accorde de longues années !” sans répétition. Ce rite est utilisé lors des Matines et des Vêpres.

### Pour un souverain orthodoxe
Le Polychronion célébré pour les souverains dérive de l'acclamation latine traditionnelle de la plèbe romaine pour l'Empereur : Ad multos annos. Dans l'Empire byzantin, la formule a été reprise sous une forme gréco-latine : Immultos annos, avant qu'elle ne soit totalement grécisée : Eis polla etē.
| Polychronion poiēsai Kyrios o Theos ton eusebestaton basilea ēmōn [basiliko onoma]. Kyrie phylatte auton eis polla etē [treis phores]. | Accorde une longue vie, O Seigneur Dieu À notre très pieux roi [nom du roi]. Ô Seigneur, garde-le, Pour de longues années [trois fois]. |
Selon les circonstances, les noms d'autres membres de la famille royale peuvent être ajoutés entre les deuxième et troisième vers, selon la formule consacrée : “et à notre très pieuse Reine X”, “et au très pieux héritier de la Couronne le Prince Y”, etc. Comme il ne demeure plus aujourd'hui de monarchie orthodoxe, le Polychronion n'est plus célébré que pour les autorités religieuses, Patriarche ou évêque diocésain ; il est alors appelé Phēmē, « Gloire ».

### Articles liés
- Ad 120
- Mémoire éternelle (chant liturgique)
- Chant liturgique
- Samedi des défunts
- Panikhide